# شهباز کاکل‌دار
شهباز کاکل‌دار (نام علمی: Accipiter trivirgatus) نام یک گونه از سرده باز است. ابن گونه پرنده در منطقه گرمسیری آسیا یافت می‌شود.